# 妄想ビーム
『妄想ビーム』（もうそうビーム）は、1999年4月から1999年10月まで毎週金曜深夜26：30から27：00までテレビ東京系で放映されたバラエティ番組。
主に、前期後期に分かれ、バラエティではあるがアニメ、声優の情報番組であり、主に声優の宮村優子をメインに、ゲストが司会をする「優子の部屋」がメインに展開された。7月からは「妄想ガールズ」とくくられたアイドルに本音を聞き、弄られるトーク番組に変更された。

## 出演者
- スマイリーキクチ
- 宮村優子
- 三重野瞳
- 岩田光央
- 愛河里花子
- 平沢進

| スタブアイコン | サブスタブ | この項目は、まだ閲覧者の調べものの参照としては役立たない、テレビ番組に関連した書きかけの項目です。この項目を加筆・訂正などしてくださる協力者を求めています（P:テレビ/PJ:放送または配信の番組）。 |